# Thricops kosterini
Thricops kosterini (лат.) — вид двукрылых из семейства настоящих мух. Вид назван в честь российского одонатолога О. Э. Костерина, который выступил коллектором голотипа. Известен с Алтая (Казахстан), вблизи от стыка границ этой страны с Китаем и Россией. Костерин высказал предположение, что муха может обитать в Монголии. Наиболее близок к Thricops foveolatus.

## Описание
Длина тела около 5 мм. Глаза у самцов сближены, их разделяет узкая полоска диаметром 1,5 простого глазка. Лицо серое. Высота щек около 0,2 от высоты глаза. Щупики черные. Среднеспинка чёрная, с серым налётом. Крылья не затемнённые. Жилки без волосков. Жужжальца желтовато-белые. Ноги двухцветные: голени и вершины бёдер желтые, большая часть бёдер и лапки — чёрные. Брюшко покрыто густыми серыми волосками.